# Vivian Campbell
Vivian Patrick Campbell (Lisburn, 25 augustus 1962) is een Noord-Iers rockmuzikant.

## Carrière
Campbell bezocht de Rathmore Grammar School. Op 12-jarige leeftijd begon hij gitaar te spelen. Hij was gitarist van de band Sweet Savage,  voordat hij zich aansloot bij de door Ronnie James Dio opgerichte formatie Dio, waarmee hij internationaal bekend werd.

### Sweet Savage
Campbell voegde zich op 15-jarige leeftijd bij de NWOBHM-band Sweet Savage. Daartoe behoorden naast Campbell David Bates (drums) en Ray Haller (basgitaar, zang). De band beïnvloedde ook Metallica, die een coverversie opnamen van de song Killing Time voor hun album Garage Inc.. Sweet Savage bracht in 1981 een ep uit, die naast vier BBC radiosessies ook hun eerste single Take No Prisoners bevatte. De B-kant van de single was Killing Time. Campbell verliet de band in het voorjaar van 1983 als opvolger van Jake E. Lee bij de band Dio. Lee had het aanbod geaccepteerd om bij de band van Ozzy Osbourne te gaan spelen als vervanger van de overleden Randy Rhoads. Veel later tijdens de jaren 1990, kwam er wederom interesse voor Sweet Savage en bracht de band een album uit zonder Campbell.

### Dio
Toen Campbell zich vervoegde bij de band Dio, hadden Ronnie James Dio, Vinny Appice en de vroegere Rainbow-bassist Jimmy Bain de meeste songs voor hun debuutalbum Holy Diver al afgewerkt. Nadat na het aantrekken van Campbell de wereldwijde zoektocht naar een geschikte gitarist werd beëindigd, stond nu de eerste bezetting van de jonge band vast. Het album was succesvol en de band speelde onder andere tijdens het Monsters of Rock-festival in 1983.
De band trok zich spoedig daarna weer terug in de studio om het tweede album The Last in Line op te nemen, dat de Amerikaanse albumhitlijst haalde (#29). Ook het derde album Sacred Hearts was succesvol (#29). Het kreeg de titel Hungry for Heaven, die ook werd uitgebracht op de soundtrack van de film Vision Quest. De band had bovendien Hide in the Rainbow opgenomen voor de soundtrack van de film Iron Eagle. Deze song was de laatste waaraan Campbell meewerkte. Voor de live-ep Intermission werden de al opgenomen ritmegitaren door Craig Goldy opnieuw opgenomen en Campbells parts werden overspeeld. Goldy was ook verantwoordelijk voor de gitaarparts op het enige studionummer van het album Time to Burn. Campbell verliet de band in 1986 en wisselde naar Whitesnake. Craig Goldy werd kort daarna als nieuw lid van de band gepresenteerd.
In 2013 formeerde Campbell met alle muzikanten, die hadden gespeeld op het Dio-album The Last in Line, de band Last in Line. De overleden Ronnie James Dio werd daarbij vertegenwoordigd door Andrew Freeman, die al bij The Offspring, Lynch Mob en Hurricane speelde. In januari 2016 overleed bassist Jimmy Bain.

### Whitesnake
In 1987 werd Campbell lid van de Britse hardrockband Whitesnake. Ex-Thin Lizzy en Tygers of Pan Tang-gitarist John Sykes schreef en speelde de lead- en ritmeparts van het als Whitesnake getitelde album, maar werd na beëindiging van de opnamen ontslagen door David Coverdale. Campbell werd als vervanger gehaald en speelde naast Adrian Vandenberg, (Teaser, Vandenberg), Tommy Aldridge (Ozzy Osbourne) en de bassist Rudy Sarzo (Black Oak Arkansas, Quiet Riot). Campbell verliet de band na de wereldtournee 1987/1988.

### Shadow King
In 1990 formeerde Campbell samen met Lou Gramm de band Shadow King. De band bracht een album uit en gaf slechts een enkel concert, voordat Campbell een aanbod kreeg van Def Leppard om te spelen. De band werd daarna ontbonden.
Campbell werd in 1992 lid van de band Def Leppard, nadat diens album Adrenalize werd uitgebracht. Hij verving de in januari 1991 overleden Steve Clark. Zijn eerste optreden met de band had Campbell in een club in Dublin voor ongeveer 600 toeschouwers. Een week later (20 april 1992) trad de band op tijdens het Freddie Mercury Concert for Life. Campbell is sindsdien vast lid van de band en nam met Def Leppard de albums Slang, Euphoria, X, Yeah! en Songs from the Sparkle Lounge op. In 2011 verscheen het album Mirror Ball. Sinds 2014 werd Campbell op grond van kanker vaker vervangen door Steve Brown (Trixter).

### Verdere projecten
Naast zijn werk met Def Leppard speelde Campbell ook met de bands Clock en Riverdogs. In 2005 bracht hij het soloalbum Two Sides Of If uit, waarop hij talrijke coverversies van zijn favoriete bluessongs had opgenomen. Het album bevat bovendien ook een zelf geschreven bluesnummer. Op het album werkten als gasten de gitarist Billy Gibbons (ZZ Top, Like It This Way en Willin' For Satisfaction) en de zangeres Joan Osborne (Spoonful) mee. Ook drummer Terry Bozzio was betrokken bij de opnamen.
In september 2010 stemde Campbell toe om met zijn persoonlijk favoriete band Thin Lizzy op tournee te gaan. Hij werd geen vast lid van de band, maar was wel tot begin 2011 met de band onderweg. Op 11 mei 2011 publiceerde Campbell op zijn website de door hem gezongen gratis song Seems So Real. Verdere muzikanten op dit album waren Robert Cosio (ritmegitaar, steelgitaar en e-piano), Lou Castro (basgitaar) en Mark Shulman (drums). Op het nieuwe album All You Can Eat van Steel Panther, dat werd uitgebracht in maart 2014, was Campbell als gitarist te horen bij de song Gangbang At the Old Folks Home.

## Privéleven
Campbell woont in Californië en heeft twee dochters (Lily Rose en Una Marigold). Hij is regelmatig speler van de voetbalclub Hollywood United F.C., die overwegend bestaat uit prominenten en voormalige profvoetballers. In juni 2013 had Campbell bekendgemaakt, dat hij aan kanker lijdt en dat hij zes maanden lang chemotherapie krijgt. In juni 2015 maakte hij bekend, dat de kanker weer de kop had opgestoken.

## Discografie
Sweet Savage
- 1981: Take No Prisoners/Killing Time
- ????: Whiskey In The Jar

Dio
- 1983: Holy Diver
- 1984: The Last in Line
- 1985: Sacred Heart
- 1986: The Dio E.P.
- 1986: Intermission

Lou Gramm
- 1989: Long Hard Look

Riverdogs
- 1990: Riverdogs
- 2011: World Gone Mad

Shadow King
- 1991: Shadow King

Gotthard
- 1992: Gotthard

Def Leppard
- 1993: Retro Active
- 1995: Vault: Def Leppard's Greatest Hits (1980–1995)
- 1996: Slang
- 1999: Euphoria
- 2002: X
- 2004: Best of Def Leppard
- 2005: Rock of Ages: The Definitive Collection
- 2006: Yeah!
- 2008: Songs from the Sparkle Lounge
- 2011: Mirror Ball (livealbum)
- 2015: Def Leppard

Clock
- 1998: Through Time

Solo
- 2005: Two Sides of If

Last in Line
- 2016: Heavy Crown

- Bibsys: 8006489
- Biblioteca Nacional de España: XX1745306
- Bibliothèque nationale de France: cb141613486 (data)
- Gemeinsame Normdatei: 13434278X
- International Standard Name Identifier: 0000 0000 7841 241X
- Library of Congress Control Number: n90705396
- MusicBrainz: 0832f927-9bc6-4bb2-b538-343b29bde2e9
- Nationale Bibliotheek van Tsjechië: xx0040289
- Nederlandse Thesaurus van Auteursnamen: 106559273
- Système universitaire de documentation: 164538887
- Virtual International Authority File: 85552941
- WorldCat: E39PBJkXxFGWMgKpYWbTygrwmd